# Albert György
Pour les articles homonymes, voir György.
Albert György, né le 7 février 1949 à Lueta, est un sculpteur roumain et suisse.

## Biographie
Né en 1949 en Transylvanie en Roumanie, Albert György appartenait à la minorité hongroise. À la fin de ses études aux Beaux-Arts de Bucarest, il s'installe à Satu Mare.
Il y crée sa propre fonderie, dans laquelle il travaille le bronze grâce à la technique de la Cire Perdue[réf. nécessaire]
Lorsque sa première femme meurt du cancer du sein, il n’a plus d’attache avec la Roumanie. Il profite alors d’une exposition à Genève pour s’installer en .
Il vit actuellement à Budapest.[réf. nécessaire]

## Œuvres(liste non exhaustive)
- Melancoly